# Cameraria borneensis
Cameraria borneensis là một loài bướm đêm thuộc họ Gracillariidae. Nó được tìm thấy ở Malaysia (Sabah).
Sải cánh dài khoảng 4.2 mm.
Ấu trùng ăn Archidendron species. Chúng ăn lá nơi chúng làm tổ. Blotch mines of this species occur nằm ở mặt dưới của lá và are slightly tentiformed at mature stage.